# House of Pain
House of Pain est un groupe américain de hip-hop, originaire de Los Angeles, en Californie. Le groupe s'est produit entre 1991 et 1996, période durant laquelle il aura réalisé trois albums studios avant la rupture du groupe marquée par le départ de son leader Everlast. Le groupe est principalement connu pour son titre Jump Around, qui a atteint la troisième place des charts aux États-Unis en 1992.
Le groupe connaît cependant une nouvelle activité depuis 2010, année où les membres d'origine décident de reformer le groupe.

## Historique
House of Pain a été fondé en 1990 par trois amis de lycée, Everlast (Erik Schrody), Danny Boy (Daniel O'Connor) et DJ Lethal (Leor DiMant). Leur premier album de 1992, appelé simplement House of Pain, est produit par DJ Muggs, responsable du son caractéristique de Cypress Hill. Il comporte le single Jump Around, qui obtient un très grand succès, atteignant la troisième place du Billboard Hot 100 aux États-Unis,. 
En 1993, House of Pain se lance dans une tournée émaillée d'incidents, qui culmine avec l'arrestation d'Everlast pour possession illégale d'une arme à feu. En 1994, le groupe retourne en studio pour son nouvel album, Same as It Ever Was toujours produit par Muggs. Malgré des débuts prometteurs dans les charts et de bonnes critiques, le disque retombe assez rapidement dans l'oubli. Le troisième album Truth Crushed to Earth Shall Rise Again sort en 1996 dans l'indifférence. Cet échec, et la volonté d'Everlast de poursuivre une carrière solo, provoquant la fin du groupe la même année. DJ Lethal, quant à lui, a poursuivi sa carrière musicale au sein du groupe Limp Bizkit.
L'introduction du célèbre titre Jump Around est repris du titre Harlem Shuffle du duo Bob and Earl. La chanson est reprise par quelques rappeurs comme en 2008, Vanilla Ice.
En août 2010, le groupe annonce sa reformation pour une tournée. Le 25 septembre 2010, ils jouent sur la scène du festival Epicenter en Californie. Le groupe a également été à l'affiche du festival des Eurockéennes de Belfort, du Festival des Vieilles Charrues, au festival de Dour en 2011 et du festival Les Déferlantes Sud de France à Argelès-sur-Mer le 10 juillet 2017.

## Discographie

### Albums studio
- 1992 : House of Pain (Fine Malt Lyrics)
- 1994 : Same as It Ever Was
- 1996 : Truth Crushed to Earth Shall Rise Again

### EP
1994 : Legend

### Singles
- 1992 : Jump Around
- 1992 : Shamrocks and Shenanigans
- 1993 : Who's the Man?
- 1994 : On Point

### Compilation
- 2004 : Shamrocks and Shenanigans: The Best of House of Pain and Everlast

### Collaborations
- 1993 : Just Another Victim (avec le groupe de rock Helmet) sur la bande originale du Jugement de la nuit
- 2009 : Jump Around sur la bande originale de Lascars